# Tesoura de joelho
La Tesoura de joelho (litt. « ciseaux de genou »  en portugais), également appelée tesoura de frente (« ciseaux de face »), est un mouvement déséquilibrant de capoeira qui consiste à faire tomber son adversaire en enserrant son genou entre les jambes pour l'obliger à le mettre au sol. On réalise cette technique en posant une main au sol, ou parfois aucune même si ce n'est pas recommandé en termes d'équilibre.

## Technique
- Coincer l'arrière du pied de l'adversaire dans le poplité (le creux à l'arrière du genou), en s'appuyant sur le sol avec un main.
- Caler la cuisse de l'autre jambe sur ou sous le genou de l'adversaire, puis faire pression avec vers l'avant pour le faire tomber en arrière.
- Aider le mouvement en pivotant légèrement le corps vers le sol.
- Se protéger le visage avec l'autre bras pendant tout le mouvement.

Pour une meilleure efficacité, il est conseillé de faucher la jambe de l'adversaire en tirant vers soi avec la sienne (celle du dessous) pendant qu'on appuie sur sa cuisse.